# سفارة ألمانيا في إندونيسيا
سفارة ألمانيا في إندونيسيا هي أرفع تمثيل دبلوماسي لدولة ألمانيا لدى إندونيسيا. تقع السفارة في جاكرتا وهي تهدف لتعزيز المصالح الألمانية في إندونيسيا.

## وصلات خارجية
- قائمة سفارات ألمانيا
- قائمة السفارات في إندونيسيا